# Морфоструктури
Морфоструктури (рос. морфоструктуры, англ. morphostructures, land structures; нім. Morphostrukturen f pl) — великі нерівності рельєфу континентів або дна океанів, у виникненні яких головна роль належить ендогенним процесам. До морфоструктур відносять низовини, рівнини, плато тощо. Найбільші М. — виступи материків, серединно-океанічні хребти і т. д. Іноді одні й ті ж елементи рельєфу різні автори відносять до морфоструктур або морфотектур (геотектур).
Морфоструктури планетарного масштабу поділяються на морфоструктури дрібнішого порядку, що відповідають відповідним з ними тектонічним структурам (платформним плитам, гірським поясам, щитам, синеклізам, антеклізам і іншим).